# Cynthia Enloe
Cynthia Enloe Holden (née le 16 juillet 1938) est une écrivaine et théoricienne féministe américaine. Elle est surtout connue pour son travail sur le genre et le militarisme et pour sa contribution dans le domaine des relations internationales féministes. 
En 2015, le International Feminist Journal of Politics, en collaboration avec la maison de presse universitaire Taylor & Francis, crée le prix Cynthia-Enloe « en l'honneur de Cynthia Enloe, féministe pionnière dans la recherche sur la politique internationale et l'économie politique et sa contribution significative à la construction d'une communauté universitaire féministe plus inclusive ».

## Œuvres importantes
- Bananas, Beaches and Bases : Making Feminist Sense of International Politics (1990)
- The Curious Feminist (2004)
- Gender Is Not Enough : The Need for Feminist Consciousness (2004)
- Nimo's War, Emma's War: Making Feminist Sense of the Iraq War (2010)